# کنت آکوئیلا
کُنت آکوئیلا (ایتالیایی: Il conte Aquila) یک فیلم درام ایتالیایی به کارگردانی گوئیدو سالوینی است که در سال ۱۹۵۵ منتشر شد.

## گزیدهٔ بازیگران
- روسانو براتسی
- والنتینا کورتزه
- پائولو استوپا در نقش کلمنس ونتسل فون مترنیخ
- لئوناردو کورته‌سه
- ماریو فراری
- النا زارسکی
- تینو بواتسلی
- لیندا سینی
- کارلو تامبرلانی
- رناتو د کارمینه
- تولیو آلتامورا
- آنا میزروکی